# Monoclonius
Monoclonius ist eine umstrittene Gattung von Vogelbeckensauriern aus der Gruppe der Ceratopsidae.
Es gibt zahlreiche Fossilfunde, die unter dem Namen „Monoclonius“ geführt wurden, viele davon sind oft schlecht erhaltene Einzelknochen. Die meisten Funde werden heute anderen Gattungen, etwa Centrosaurus oder Styracosaurus zugeschlagen oder gelten als nomina dubia, das heißt, sie sind zu spärlich für eine genaue systematische Einordnung.
Die heute als Monoclonius geführte Gattung mit der einzigen Art M. crassus ist charakterisiert durch einen dünnen Nackenschild, dessen Rand im Gegensatz zu anderen Centrosaurinae glatt und nicht mit Hörnern versehen war. Die Funde stammen allerdings von nicht ausgewachsenen Tieren, und da sich bei den Ceratopsidae die diagnostischen Merkmale im Bau der Hörner und des Nackenschilds erst bei ausgewachsenen Tieren zeigten, ist denkbar, dass es sich bei Monoclonius um Jungtiere einer anderen, schon bekannten Gattung handelt. Manche Autoren betrachten Monoclonius darum generell als ungültige Bezeichnung. Die häufig zu findende Darstellung mit einem langen Nasenhorn stammt von einem Fund, der heute Styracosaurus zugerechnet wird.
Monoclonius war einer der ältesten bekannten Ceratopsidae, er wurde von Edward Drinker Cope 1876 erstbeschrieben. Die Funde stammen aus der Judith-River-Gruppe im US-Bundesstaat Montana, mögliche weitere Funde stammen aus Alberta (Kanada). Der Gattungsname bedeutet „ein Zweig“ oder „ein Spross“ und spielt nicht auf das Nasenhorn, sondern auf den Bau der Zähne an. Die Funde werden in die Oberkreide (spätes Campanium) auf ein Alter von rund 75 Millionen Jahre datiert.